# Moutouchi draco
Moutouchi draco là một loài thực vật có hoa trong họ Đậu. Loài này được (L.) Benth. mô tả khoa học đầu tiên năm 1837.